# John Chichester, 6. Baronet
Sir John Chichester, 6. Baronet (* um 1752; † 30. September 1808) war ein britischer Adliger.
John Chichester entstammte einer Linie der Familie Chichester, einer alten Familie der Gentry aus Devon. Er war der einzige Sohn seines gleichnamigen Vaters Sir John Chichester und von dessen Frau Frances Chudleigh. Er studierte ab dem 29. März 1771 am Magdalen College in Oxford. Nach dem Tod seines Vaters Ende 1784 erbte er den Titel Baronet, of Raleigh in the County of Devon, und die Besitzungen der Familie, darunter das Herrenhaus Youlston Park. Von 1788 bis 1789 diente er als High Sheriff von Devon, doch zumeist lebte der als literarisch gebildete geltende Chichester in London. Er starb unverheiratet und wurde in Ashton bei Exeter beigesetzt. Sein Erbe wurde Arthur Chichester, ein Sohn seines Cousins John Chichester.